# 中山隧道 (福井县)

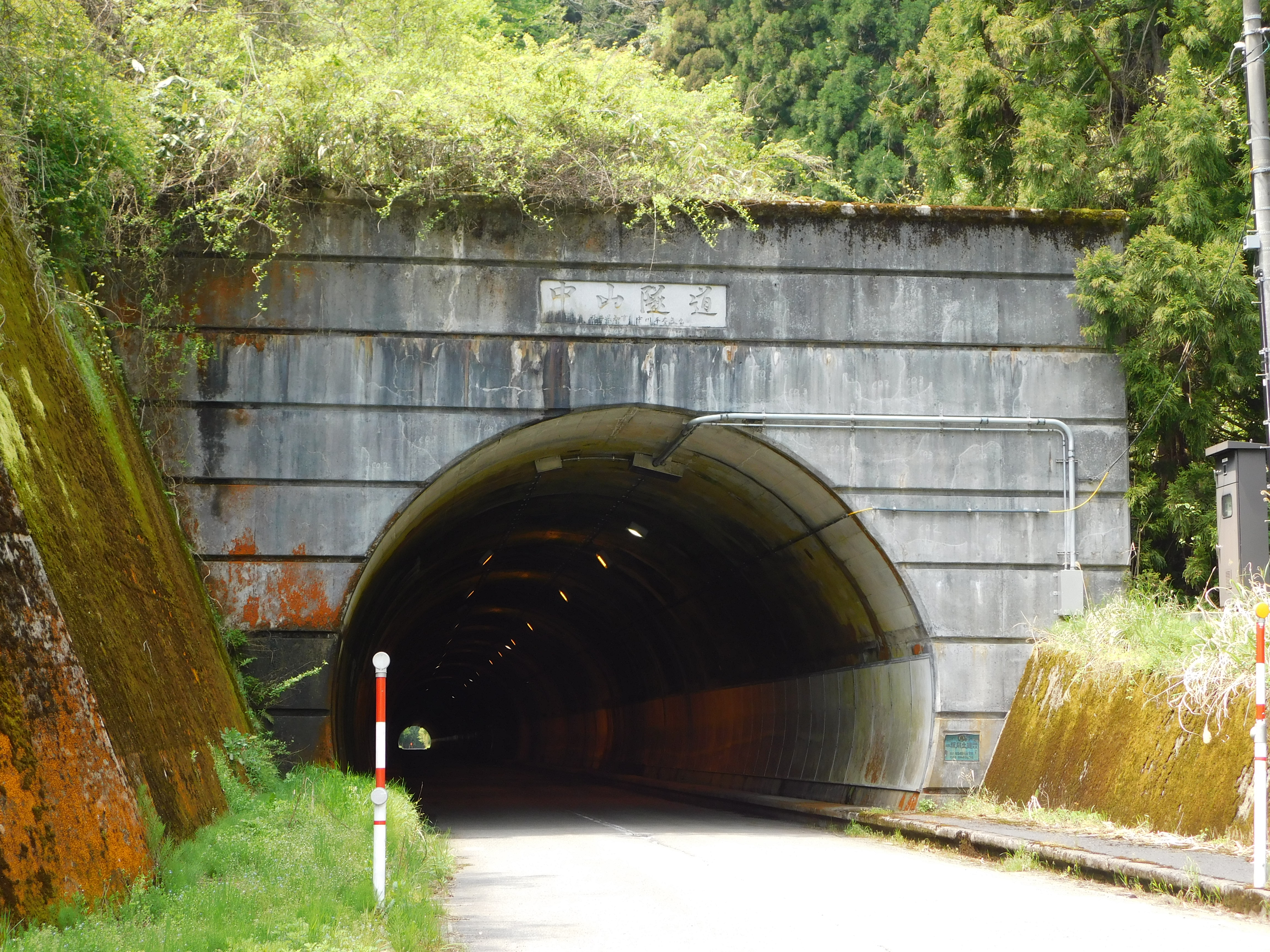
越前市湯谷町一側隧道口

中山隧道（日语：／）是日本福井县的一条公路隧道，承载福井県道206号甲楽城勝連花線，穿过越前市中山町与湯谷町之间的中山峠，长524.0米，宽7.5米，1968年建成通车。